# Ускладнення (медицина)
Ускладнення — вторинний патологічний стан хвороби, який виник в наслідок іншої хвороби або оперативного втручання, також може бути викликаний уведенням певних препаратів. За видами ускладнення розрізняють на постгастрорезекційні, гемотрансфузійні та післяопераційні.

## Постгастрорезекційні ускладнення
Постгастрорезекційні ускладнення — ранні та віддалені ускладнення після операцій резекції шлунка. Супроводжуються такі ускладнення збільшенням ваги та інколи болями в животі.

## Гемотрансфузійні ускладнення
Гемотрансфузійні ускладнення — це ускладнення, які виникли після хвороби.Такі ускладнення часто загрожують здоров'ю та життю людини.